# البيشانة
البيشانة هو لعب شعبي من فنون ينبع يتمثل في دق الطبول لاستدعاء رجال القبيلة للتجهيز لرد غزو أو استعداد للمعركة وتعتبر لعبة البيشانة من الألعاب التي يتم لعبها في المناسبات خاصة مناسبات الزواج 